# 極限返航 (電影)
《極限返航》（英語：Project Hail Mary）是一部2026年美國史詩科幻電影，改編自安迪·威爾的同名小說，由菲爾·洛德與克里斯多福·米勒執導，德魯·戈達德編劇，雷恩·葛斯林、桑德拉·惠勒和米拉娜·薇恩翠主演。
《極限返航》由亞馬遜米高梅工作室排定2026年3月20日於美國上映。

## 演員
- 雷恩·葛斯林飾演萊倫·格雷斯（Ryland Grace）：唯一倖存的太空人，肩負著拯救人類的使命。
- 桑德拉·惠勒飾演伊娃·斯特拉特（Eva Stratt）：萊倫的上司。
- 米拉娜·薇恩翠

## 製作
2020年3月，米高梅電影部門董事長麥可·德·盧卡以300萬美元收購了安迪·威爾的小說《極限返航》的電影改編版權，該片將由雷恩·葛斯林主演兼擔任製片人。5月，菲爾·洛德與克里斯多福·米勒獲聘執導兼製片。6月，德魯·戈達德獲聘為電影編寫劇本，當時片名暫定為。2024年4月，亞馬遜米高梅工作室宣布該片可能在2026年上映。5月，桑德拉·惠勒參與演出，格雷格·弗萊瑟擔任攝影師。6月，米拉娜·薇恩翠參與演出。

### 拍攝
電影於2024年6月3日在英國展開主要攝影，並於同年10月26日殺青。

## 發行
《極限返航》由亞馬遜米高梅工作室排定2026年3月20日於美國上映。

## 外部連結
- 互联网电影数据库（IMDb）上《極限返航》的资料（英文）